# Списак фудбалских клубова у Србији

## Суперлига Србије2021/22.
- Пролетер
- Партизан
- Колубара
- Црвена звезда
- Чукарички
- Раднички 1923
- Младост Лучани
- ТСЦ Бачка Топола
- Раднички Ниш
- Спартак
- Војводина
- Вождовац
- Радник Сурдулица
- Напредак Крушевац
- Нови Пазар
- Металац Горњи Милановац

## Прва лига Србије2021/22.
- Кабел Нови Сад
- Тимок 1919
- Младост ГАТ
- РФК Графичар
- ОФК Жарково
- Будућност Добановци
- ИМТ
- Раднички Сремска Митровица
- Железничар Панчево
- Лозница
- ОФК Бачка
- Мачва
- Јавор Ивањица
- Инђија
- Рад
- Златибор

## Српска лига
| - Прва Искра Барич - ОФК Београд - Раднички Обреновац - Лештане - Раднички Нови Београд - ТЕК Слога - Студентски град - БАСК - БСК Борча - Бродарац - Јединство Сурчин - Звездара - Земун - Телеоптик - Борац Лазаревац - Ушће |  | - Раднички 1912 - Јединство Стара Пазова - Бечеј 1918 - Раднички Зрењанин - 1. Мај Рума - Омладинац - ОФК Стари Град - ФК Феникс 1995 - Хајдук 1912 - Тиса Адорјан - Динамо 1945 - Борац Сакуле - ОФК Вршац - Борац Шајкаш - ОФК Кикинда - Текстилац Оџаци |  | - Јединство Параћин - Тимочанин - Власина - Рембас Ресавица - Пчиња Трговиште - Будућност Поповац - Раднички Свилајнац - ГФК Дубочица Лесковац - ГФК Јагодина - Динамо Врање - Мешево - ОФК Брзи Брод - Раднички Пирот - Слога Лесковац - Трајал Крушевац - Хајдук Вељко |  | - Трепча Косовска Митровица - Слога Пожега - Сушица - Млади Радник 1926 - Јединство Уб - ГФК Слобода - Мачва 1929 - Таково Горњи Милановац - Смедерево 1924 - Будућност Ариље - Рађевац Крупањ - Реал Подунавци - РСК Раброво - Слога Бајина Башта - Слога Краљево - Борац 1926 |

## Зона
| - Слога Пландиште - БАК Бела Црква - ОФК Пролетер Банатски Карловац - Крајина Крајишник - Бегеј Житиште - Јединство Банатско Карађорђево - Јединство Нови Бечеј - Борац Старчево - Младост Омољица - ЖАК Кикинда - Кикинда 1909 - Црвена звезда Војвода Степа - Нафтагас Елемир - Слобода Нови Козарци - Будућност Српска Црња - Раднички Сутјеска |  | - Бајша - Бачка Пачир - Бачка 1901 - Крила Крајине Бачка Паланка - Слога Чонопља - Војводина Бачко Градиште - Младост Турија - ОФК Младост Апатин - ЧСК Пивара - Станишић 1920 - Сента - Његош Ловћенац - Херцеговац Гајдобра - Младост Бачки Петровац - Таванкут - Препород Нови Жедник |  | - Слога Темерин - Црвена звезда Нови Сад - Јадран Голубинци - Младост Нови Сад - Слобода Доњи Товарник - Јединство Стара Пазова - ОФК Југовић - Сремац Војка - Раднички Шид - Раднички Нова Пазова - Подунавац Белегиш - Подриње Мачванска Митровица - Хајдук Дивош - Слога Ердевик - Цемент Беочин - Борац Шајкаш |

| - Полет Трбушани - Славија Крагујевац - Карађорђе Рибница - Омладинац Ново Село - Металац Краљево - Орловац Мрчајевци - Мокра Гора Зубин Поток - Тутин - Шумадија 1903 Крагујевац - Трепча Косовска Митровица - Водојажа - Рудар Баљевац - Арсенал Крагујевац - Таково Горњи Милановац - Драгачево Гуча - Слобода Грбице |  | - Борац Шабац - Слога Сјеница - Златар Нова Варош - Слога Пожега - Јединство Уб - Јединство 1945 Владимирци - Брезовица - Младост Доњи Добрић - Рибница Мионица - Слога 1940 Бајина Башта - Будућност Ваљево - Полимље Пријепоље - Раднички Стобекс Клупци - Раднички Ваљево - Севојно - ФАП Прибој |  | - Слобода Липе - РСК Раброво - Гружа - ВГСК Велико Градиште - Млади радник Радинац - Слога Баточина - Железничар Пожаревац - Борац Жабари - Морава Велика Плана - Обилић Живица - Лепеница Бадњевац - Башарац Мишљеновац - Напредак Марковац - Шумадинац Брзан - Хомољац Жагубица - Михајловац 1934 |

| - Власина Власотинце - Балкански Димитровград - Слога Лесковац - Радан Лебане - Сврљиг - Динамо Врање - Буковик Ражањ - Пуковац - Лужница Бабушница - Пуста Река Бојник - Топличанин Прокупље - БСК Бујановац - Будућност Поповац - Рудар Алексиначки Рудник - Заплањац Гаџин Хан - Напредак Алексинац |  | - Јухор Обреж - Борац Бивоље - Ртањ Бољевац - Мајданпек - Озрен Сокобања - Рембас Ресавица - Дунав Прахово - Трајал Крушевац - СФС Борац Параћин - Драгоцвет - Каблови Зајечар - Бор - Лугомир Ракитово - Жупа Александровац - Рудар Бор - Раднички Лубница |  | - ОФК Младеновац - Будућност Звечка - Сремчица - Напредак Медошевац - Борац Лазаревац - Торлак Кумодраж - Турбина Вреоци - Милутинац Земун - БСК Баћевац - Лештане - ТЕК Слога - Хајдук Београд - Сопот - Комграп - Студентски град Нови Београд - БСК Батајница |

## Окружне, подручне и градске лиге
| - БАК Бела Црква - Будућност Алибунар - Војводина Црепаја - Вултурул Гребенац - Јединство Стевић Качарево - Југославија Јабука - Младост Војловица - Младост Омољица - Омладинац Делиблато - Партизан Гај - Полет Избиште - Раднички Баранда - Славија Ковачица - Слога Банатско Ново Село - Хајдучица - Црвена звезда Павлиш |  | - Бегеј Житиште - Борац Александрово - Војводина Башаид - Војводина Ново Милошево - Војводина Перлез - Задругар Лазарево - Јединство Бочар - Крајина Крајишник - Младост Лукићево - Нафтагас Елемир - Омладинац Равни Тополовац - Потисје Книћанин - Раднички Зрењанин - Раднички Сутјеска - Русанда Меленци - Црвена звезда Војвода Степа |  | - Јадран Голубинци - Полет Нови Карловци - Купиново - Будућност Салаш Ноћајски - Борац Кленак - Борац Мартинци - Напредак Попинци - Рудар Врдник - Железничар Инђија - Слобода Доњи Товарник - Словен Рума - ПСК Путинци - Граничар 1924 Адашевци - Партизан Витојевци - Доњи Петровци - Љуково |  | - Таванкут - Стари Җедник - Пролетер Његошево - Бачка Пачир - Тиса Адорјан - Панонија - Чока - Чантавир - Бајша - Криваја - Препород Нови Жедник - Виноградар Хајдуково - Јадран Фекетић - Његош Ловћенац - Обилић Нови Кнежевац - Потисје Кањижа - Бачка Мол |

| - Младост Крушчић - ЖАК Сомбор - Граничар Гаково - Дунав Бачки Моноштор - Станишић - Хајдук Стапар - Омладинац Дероње - БСК Бачки Брестовац - Русин Руски Крстур - Граничар Риђица - Омладинац Буковац - Кула - Полет Каравуково - Липар - Кордун Кљајићево - Слога Чонопља - Славија Пивнице |  | - РФК Нови Сад 1921 - Јединство Руменка - ОФК Сириг - Славија - Индекс - Софекс Футог - Петроварадин - Фрушкогорац - Шајкаш 1908 - ЖСК Жабаљ - Омладинац Степановићево - Фрушкогорски партизан - Младост Нови Сад - ТСК Темерин - Милетић - Бачка Ђурђево |  | - Колонија Крагујевац - Маршић - Јадран Крагујевац - Шумадинац Крагујевац - Слога Десимировац - Партизан Церовац - Арсенал Крагујевац - Корићани - Ердоглија Крагујевац - Виногради Крагујевац - Будућност Ресник - Ћава Грошница - Сељак Мале Пчелице - Јединство Петровац - Шумадија Ћумић - Сушица Крагујевац |  | - Комграп - Врчин - ПКБ Ковилово - Забрежје - Борац Лазаревац - Стрелац Мислођин - Село Младеновац - Баћевац - 13. мај Земун - Шумадија Шопић - Змај 1953 Земун - Рудар Зеоке - Поштар - Ковачевац |

| - Будућност Прва Кутина - Вртиште - Пролетер Мезграја - Брзи Брод - Морава Крушце - Железничар Ниш - Рудар Јелашница - Будућност Поповац - Црвена застава Хум - ОФК Ниш - Омладинац Горњи Комрен - Слобода Горња Врежина - Алуминијум Ниш - Младост Медошевац - Младост Лалинац - Јединство Горњи Матејевац |  | - Гранит Јошаничка Бања - Реал Подунавци - Рудар Баљевац - Борац Вранеши - Рас Нови Пазар - Стубал - Матаруге - Полет Ратина - Пролетер Печеног - Рибница Јовац - Ибар Матарушка Бања - Ново село - Радник Ушће - Пазар Јуниорс 2011 Нови Пазар - Магнохром Краљево |  | - Напредак Златово - Будућност Милива - БСК Буљане - Кушиљево - Слога Доње Видово - Млади радник Ново Ланиште - Братство Међуреч - Младост Кончарево - Партизан Глоговац - ОФК Текстилац Параћин - Младост Јовац - ОФК Братство Медвеђа - Батинац - Напредак Дреновац - Морава 1918 Ћуприја - Драгоцвет |  | - Антимон Зајача - Младост Прњавор - Млади Борац Дубље - Рађевац Крупањ - Јединство Штитар - Мачва Богатић - Младост Доњи Добрић - Јадар Ступница - Дрина Љубовија - Хајдук Станко Црна Бара - Липолист - Синђелић Липница - Подриње Лозничко Поље - Прово - Раднички Коцељева - Јединство Владимирци |

| - Рад Мерошина - Наша крила Белотинац - Раднички Кочане - Орљане - Полет Витошевац - Јастребац Тешица - Морава Житковац - Моравица Суботинац - Буковик Ражањ - Расовача - Рутевац - Раднички Чапљинац - Борац Азбресница - Младост Батушинац - Земљорадник Балајнац - Палилула Алексинац |  | - Напредак Марковац - Пролетер Враново - Радник Смедеревска Паланка - Победа Голобок - Шумадија Азања - Железничар Смедерево - Осипаоница - Шумадинац Биновац - Борац Раља - Слобода Липе - Бресје - Главаш Глибовац - Полет Трновче - Селевац - Будућност Ратари - Омладинац Ракинац |  | - Будућност - Јединство Грделица - Јединство Горње Стопање - Млади Борац - Младост - ОФК Брза - Плантажа - Прогрес - Раднички - Слога - Умац - Вучје - Злоћудово - Чекмин - Шумадија - Шумадија Разгојна - Железничар |  | - Трудбеник Сталаћ - Јасика - Пољопривредник Почековина - Шанац - Трајал Крушевац - Наупаре - Слога Дашница - Јастребац Велики Шиљеговац - Јединство Крушевац - Младост Макрешане - Градина Пејовац - Велика Дренова - Јован Курсула Варварин (село) - ФУД Брус - Слога Ћићевац - Благотин Пољна |

| - Шумадинац Стојник - Винча - Шумадија Топоница - Партизан Даросава - Бели орлови Коњуша - Поповић - Марјан Кнић - Локомотива Лапово - Шаторња - Аранђеловац - Борац Пајсијевић - Карађорђе Рача - Лепеница Бадњевац - Бања - Слога Забојница - Јунковац - Бокања Горович |  | - Неметали Доња Бела Река - Рудар Бор - Бродоремонт Кладово - Слатина Бор - Пореч Доњи Милановац - Кључ Подвршка - Рајац - Раднички Клокочевац - Слога Кобишница - Кривељ - Радујевац - Бучје - Браник Штубик - Рудна Глава - Брестовац - Злот |  | - Макце - Омладинац Шетоње - Млава Мало Лаоле - Железничар Пожаревац - Бели Орао Брадарац - Слога Буровац - Борац Велико Лаоле - Младост Бискупље - Полет Суви До - Вихор Маљуревац - Црни Врх Миљевић - Напредак Велико Црниће - Петар Добрњац Добрње - Интеграл Батуша - Слога Дрмно - Млади Борац Мајиловац - Слога Петровац на Млави |  | - Трлић - ОФК Дивци - Пепељевац - Задругар Лајковац - ЗСК Ваљево - Рибникар Пецка - Полет Таково - Тешњар Ваљево - Врујци Горња Топлица - Тулари - Бањани - Совљак - Рубрибреза - Младост Врачевић - ОФК Јабучје - Брезовица |

| - Полимље Пријепоље - Јасен Бродарево - Вишесава Бајина Башта - Полет Расна - Златибор Чајетина - Перућац - Биоска - Јединство Каленић - Црнокоса Косјерић - Железничар Пожега - Лауш Лопаш - Будућност Ариље - Сечица Сеча Река - Ариљска рампа Пожега - Златибор вода Гостиље - Омладинац Здравчићи |  | - Морава Катрга - Брезак Прањани - Доња Врбава - Миоковци - Франц Комерц Котража - Драгачево Гуча - Луњевица - Слатина - Јединство Горња Горевница - Овчар Марковица - Напредак Сврачковци - Јединство Коњевићи - Младост Атеница - Спартак Трнава Чачак - Вујан Прислоница - Рудар Бресница - Младост Прељина |  | - Младост Босилеград - Терноци Трновац - Ас Бујановац - Кондива Жбевац - Небески Анђели Врање - Аликинце - Левосоје - Врањска Бања - Челик Бело Поље - Трешњевка Лопардинце - Младост Сувојница - Биљача - Павловац - Пчиња Трговиште - Беса Велики Трновац - Морава Владичин Хан |  | - Јединство Пирот - Падеж Петровац - Задругар Крупац - Владимир Дурковић Бериловац - Младост Пољска Ржана - Напредак Извор - Спартак Пирот - Гњилан - Слога Велико Село - Драгош Пирот - Јединство Бела Паланка - Танаско Рајић Пирот |

| - Омладинац Подина - Трбуње - Дунђерски Вољчинац - Косовац Прокупље - Светлост Бадњевац - Победа Доње Црнатово - Косаница Куршумлија - Јастребац Блаце - Југ Богдан Ђакус - Добрич Пејковац - Борац Држановац - Партизански пут Грудаш - Полет Самариновац - Топличанин Прокупље |  | - Бучје - Ртањ Бољевац - Велика Јасикова - БСК Боговина - Рготина - Миџор Кална - Борац Вражогрнац - ШСК Штипина - Требич Сокобања - Омладинац Грезна - Рудар Подвис - Рудар Грљан - Оснић - Слога Жучковац - Младост Сумраковац - Полет Јабланица |  | - Копаоник Лешак - Звечан - Ибар Лепосавић - Радник Прилужје - Сочаница - Рудар Косовска Митровица - Моша |

| - Ропотово - Слога Ранилуг - Оскар Пасјане - Рудар Косовска Каменица - Минералац Клокот - Слога Будрига - Морава Партеш - Понеш |  | - Грацко Старо Грацко - Грачаница - Раднички Велика Хоча - Племетина - Полет Лапље Село - Чаглавицa - Ситница Лепина - Брезовица Штрпце - Ветерник - Железничар Нови Сад - ОФК Футог - Сусек - Јединство Госпођинци - Динамо Будисава - Виноградар Лединци - Тител - Ченеј - Обилић Вилово - Хајдук Гардиновци - Москва Будисава - Борац Раковац - Центар Нови Сад - Бачка Бегеч |

## Остали клубови
| - ФК АС Качарево - Баћевац - Посавац Тишма Бољевци - Лепушница Глогоњски Рит - Раднички Рудовци - Ресник - ФК Синђелић Угриновци - ФК Шећеранац Ада - ФК Приштина - ФК Бечеј - ФК Бадњевац - ФК Будућност Влашки До - ФК Кулпин - ФК Лабудово брдо - ФК Милиционар - ФК Палилулац - ФК Плави Дунав |  | - ФК Победа Лучина - ФК Карађорђе Вучић - ФК Мрамор - ФК Јастребац Пролетер - ФК Чегар Доњи Матејевац - ФК Бусије - ФК Младост Нови Сад - ФК Обилић Београд - ФК Железничар Панчево - ФК Напредак Банатска Топола - ОФК Мареново |  | - ФК Напредак Старо Ланиште - ФК Камени Ашања - ФК Хајдук Дивош - ФК ЖАК Кикинда - ФК Морава Чокот - ФК Палилулац Ниш - ФК Шумадинац Бечмен - Шумадија Јагњило - ФК Делијски Вис - ФК Дунавац |  | - ФК Слога Милатовац - ФК Пролетер Мраморак - ФК Напредак Пољана - ФК Локомотива Бело Поље - ФК Језава - ФК Младост Чибутковица - ФК Душник Доњи Душник - ОФК Хајдук Кула - ОФК Славија Смедерево - ФК Вучак - ФК Железник Београд - ФК Дрина Љубовија - ФК Железничар - ФК Младост Врдила - КФК равна гора |

## Женски фудбалски клубови

### Суперлига Србије2018/19.
- Напредак Крушевац
- Спартак Суботица
- Машинац Трејз ПЗП
- Црвена звезда
- Слога Земун
- Пожаревац
- Раднички 1923
- Војводина

### Прва лига Србије2018/19.
- Колубара
- Слога Земун
- Лавице Дубочица
- Колибри Куршумлија
- Карађорђе Топола
- Мачва Шабац
- Рад
- Кањижа
- Земун
- Полет Сивац
- Раднички 2012 Ниш

## Угашени клубови
- ФК Пролетер Зрењанин
- ФК Пролетер Нови Сад
- ФК Железник Београд
- ФК Еђшег
- ФК Југославија
- ФК Наша Крила
- САНД Суботица
- НАК Нови Сад
- ФК Београд
- ФК Станишић
- Сомборско Спортско Удружење
- ФК Полет Растина
- ФК Солунац Растина